# Mundo da Canção

Mundo da Canção, ou simplesmente MC foi uma revista de divulgação musical que se publicou na cidade do Porto entre 1969 e 1985, tendo tido uma segunda série, de periodicidade anual, entre 1991 e 1998. Fundada por Avelino Tavares, teve ainda como directores José Viale Moutinho, António Vieira da Silva e Mário Correia. Após o encerramento definitivo da revista, o MC manteve-se em actividade na área da produção de espectáculos e da importação e distribuição de discos.  

## História
O primeiro número de Mundo da Canção, com uma tiragem inicial de 4500 exemplares, saiu a 16 de Dezembro de 1969 sob a direcção do seu fundador, Avelino Tavares, com o objectivo expresso de “lutar contra o cançonetismo apodrecido e ajudar a construir uma canção diferente”.

### Origens e enquadramento
Avelino Tavares era co-proprietário da Tipografia Aliança e tinha vivido durante vários anos em França, de onde regressou com o desejo de contribuir para a divulgação dos grandes cantores francófonos, à época praticamente desconhecidos em Portugal, como Georges Brassens, Serge Reggiani, Léo Ferré, Colette Magny, Yves Montand, Georges Moustaki, Barbara ou Jean Ferrat. 
O aparecimento do MC coincidiu com o período de maior produtividade do movimento de renovação da música portuguesa, que ficou conhecido por “movimento dos baladeiros” . Este movimento envolvia essencialmente cantores e compositores oriundos dos meios universitários e inspirava-se sobretudo nas experiências musicais de José Afonso e Adriano Correia de Oliveira, tendo atingido alguma projecção em parte devido ao programa televisivo Zip-Zip que, aproveitando a aparente abertura política do regime proporcionada pela chamada “primavera marcelista”, deu conhecer muitos dos cantautores que viriam a ter um papel preponderante na música portuguesa da década seguinte. 
O MC, lançado no final do mesmo ano em que Zip-Zip foi apresentado, tornou-se no principal meio de divulgação, enquanto órgão de Imprensa, dos protagonistas desse movimento. 

### Actividade
O MC foi a primeira publicação periódica portuguesa a divulgar algumas das mais importantes canções do seu tempo, tanto nacionais como estrangeiras, o que foi uma das razões do êxito que alcançou, uma vez que, nessa altura, a maioria dos discos não incluía as letras das canções. Durante os primeiros anos, o MC conseguiu iludir os serviços de censura, a que não se submetia (embora a tal estivesse legalmente obrigado, como todas as publicações periódicas), em boa parte devido ao artifício de incluir textos de canções de carácter mais comercial, que o regime considerava serem inócuas. Mas era, na verdade, uma estratégia para iludir os censores: “Foi possível porque vinha lá o Adamo, figuras sobretudo estrangeiras, daquela música mais comercial, e lá no meio vinha o resto, era uma maneira de 'embrulhar' as coisas” 
Apesar disso, em Março de 1973, a revista viu o seu número 34 apreendida pela PIDE, antes mesmo de ser posta à venda. A polícia política invadiu as instalações da Tipografia Aliança, na Rua de Santo Ildefonso, e apreendeu a maior parte dos quase 30 mil exemplares dessa edição, que só chegaria às bancas já depois do 25 de Abril de 1974. Após essa acção policial, o MC passou a ter de submeter todos os textos ao parecer prévio da Censura, como qualquer outra publicação periódica, o que acentuou as dificuldades financeiras com que o projecto sempre se debateu e se reflectiu irremediavelmente na periodicidade da revista.
Na sequência da revolução de 1974, o MC passou por uma fase de alguma turbulência interna, reflexo das divisões políticas que marcaram esse período. Vieira da Silva, poeta e cantor que havia sucedido a Viale Moutinho na direcção da revista, foi substituído durante um breve período por António José Campos, mas regressou pouco tempo depois, e manteve-se como director do MC até ao final da década. Em Julho de 1985 a revista suspendeu a publicação, que viria a retomar apenas em 1991 num novo formato. Desta segunda série do MC publicaram-se oito números, anuais e temáticos: a primeira dedicada ao festival FolkTejo, e as restantes a sucessivas edições do Festival Intercéltico do Porto.
Ao longo dos seus 30 anos de existência, o MC esteve presente na cobertura jornalística e crítica dos mais importantes acontecimentos musicais portugueses, desde a edição discográfica aos espectáculos e festivais de música realizados em diferentes pontos do país. 

## Conteúdos e colaboradores
O MC contou entre os seus redactores e colaboradores directos muitos nomes destacados do jornalismo, da literatura e da música, tais como Maria Teresa Horta, Guilherme Soares, Jorge Cordeiro, Michel Brunet, Arnaldo Jorge Silva, Fernando Silva Cordeiro, Tito Lívio, César Príncipe, José Cid,Jorge Lima Barreto, Octávio Fonseca Silva, Melo da Rocha, Carlos Feixa, Luís Paulo Moura, Viriato Teles, Fernando Sylvan, Manuel Neves, Fanch Deudé, entre outros.
Ao longo da primeira série (até 1985), o MC entrevistou muitos dos mais importantes cantores e compositores da época, ao mesmo tempo que deu a palavra a muitos artistas emergentes. Grupos e cantores como Pop Five Music Incorporated, Filarmónica Fraude, Adriano Correia de Oliveira, Carlos Paredes, José Afonso, José Mário Branco, Luís Cília, Sérgio Godinho, Fausto Bordalo Dias, Nuno Filipe, Rui Mingas, Manuel Freire, José Barata Moura, Deniz Cintra, Hugo Maia Loureiro, António Bernardino, Rita Olivaes, Duo Orpheu, Fernando Martins, Teresa Paula Brito, António Macedo, José Carlos Ary dos Santos, José Jorge Letria, Nuno Gomes dos Santos, José Cid, Fernando Tordo, Paulo de Carvalho, Vitorino, Carlos do Carmo, Carlos Mendes, Brigada Victor Jara, Maria Guinot, Júlio Pereira, UHF ou Opus Ensemble foram alguns dos entrevistados do MC, a par de artistas estrangeiros como  Patxi Andión, Aguaviva, Manfred Mann, Wallace Collection, Daniel Viglietti, Carlos Puebla, Angel Parra, Antonio Portanet, Amancio Prada, Pi de La Serra, Chico Buarque ou Léo Ferré. Algumas dessas entrevistas foram, em 2005, reunidas em livro no volume “Entrevistas MC”. 

## Outras actividades
No início da década de 80, o MC alargou a actividade à importação e distribuição de discos de músicas alternativas, normalmente excluídos dos circuitos comerciais. Nasceu então a MC- Discoteca, no Porto, que teve uma loja num primeiro andar da Rua Passos Manuel, entre 1981 e 1991, continuando em actividade depois disso como serviço de venda postal. Em 1999, este serviço passou a estar disponível também através da internet, com um catálogo que abrange actualmente cerca de 6 mil títulos. Entre 2002 e 2007, o MC manteve ainda uma loja de discos aberta em Lisboa.
Em simultâneo com a publicação da revista e a venda de discos, o MC passou a dedicar-se também à promoção e produção de espectáculos, tendo desde então organizado ou participado activamente na organização de concertos, no Porto, de grandes nomes da música portuguesa e internacional, como Sérgio Godinho, José Mário Branco, Fausto, José Afonso (o último espectáculo que realizou, no Coliseu do Porto), Carlos Paredes (os primeiros recitais em nome próprio que efectuou, no Teatro Carlos Alberto), Júlio Pereira, Luís Cília, Astor Piazzolla, Léo Ferré, Egberto Gismonti, Tete Montoliu, Didier Lockwood, Georges Moustaki, Paco de Lucia, Trovante, Rui Veloso, Carlos Zíngaro, Daniel Viglietti, Colette Magny, Gilberto Gil, Nara Leão, Atahualpa Yupanqui, Rão Kyao, Gal Costa, Pablo Milanés, B.B. King, Os Tubarões, António Pinho Vargas, Miles Davis, Milton Nascimento, Uxía, Davy Spillane, Cesária Évora, entre outros. Da responsabilidade do MC foi também a organização e produção dos festivais Intercéltico do Porto (17 edições, entre 1986 e 2008), Matosinhos em Jazz (seis edições, de 1999 a 2005), Gaia Blues (quatro edições, de 2000 a 2003), Funchal Jazz (14 edições, entre 2000 e 2013) e Praia Blues (quatro edições, de 2005 a 2008), na Praia da Vitória, Açores.
Embora sem carácter regular, o Mundo da Canção dedicou-se ainda à edição de discos e livros sobre música, tendo publicado em 1990 dois LPs do grupo Telectu (“Live at the Knitting Factory” e “Encounters II/Labirintho 7.8”) e em 1994 os CDs “Jazz Europeu no Porto” e “Terreiro das Bruxas”, do grupo Vai de Roda, além de livros de Mário Correia (“Daniel Viglietti – A América Latina Canta e Luta”, em 1978, e “Música Popular Portuguesa – Um ponto de partida”, em 1984), Octávio Fonseca Silva (“Carlos Paredes – A guitarra de um povo” e “José Mário Branco – O canto da Inquietação”, ambos em 2000) e Vieira da Silva (“Marginal – Poema breves e cantigas”, 2005).